# Püha (Saue)
Püha est un village de la commune de Saue du comté de Harju en Estonie.
Au 31 décembre 2011, il compte 121 habitants.